# Кубок Грузії з футболу 2008—2009
Кубок Грузії з футболу 2008–2009 — (також відомий як Кубок Давида Кіпіані) 19-й розіграш кубкового футбольного турніру у Грузії. Титул вдев'яте здобув Динамо (Тбілісі).

## Календар
| Раунд        | Дата                        | Матчі | Клуби   |
| ------------ | --------------------------- | ----- | ------- |
| Перший раунд | 1-4 серпня 2008             | 26    | 29 → 16 |
| 1/8 фіналу   | 30 серпня - 18 вересня 2008 | 16    | 16 → 8  |
| 1/4 фіналу   | 12-26 листопада 2008        | 8     | 8 → 4   |
| 1/2 фіналу   | 14-29 квітня 2009           | 4     | 4 → 2   |
| Фінал        | 30 травня 2009              | 1     | 2 → 1   |

## Перший раунд
| Команда 1             | Заг. | Команда 2                  | 1-й матч | 2-й матч |
| --------------------- | ---- | -------------------------- | -------- | -------- |
| 1/4 серпня 2008       |      |                            |          |          |
| Мецхеті               | 4:1* | Колхеті (Поті) (2)         | 1:0      | 3:1      |
| Мглебі (Зугдіді)      | 1:5  | Байя (Зугдіді) (2)         | 1:5      | 0:0      |
| Боржомі               | 1:2  | Самтредія (2)              | 0:1      | 1:1      |
| Спартак (Цхінвалі)    | 11:0 | Озургеті (3)               | 5:0      | 6:0      |
| Магароелі Чиатура (2) | 4:1  | Торпедо-2008 (Кутаїсі) (2) | 1:1      | 3:0      |
| Мешахте (2)           | 1:10 | Гурія (2)                  | 1:4      | 1:6      |
| Мерані (Мартвілі) (2) | 5:3  | Хобі (2)                   | 4:0      | 1:3      |
| Олімпі (Руставі)      | 7:0  | Хереті (Лаґодехі) (2)      | 5:0      | 2:0      |
| Амері (2)             | 4:1  | Кахеті (2)                 | 2:1      | 2:0      |
| Сіоні                 | 11:0 | Норчі Динамо (2)           | 4:0      | 7:0      |
| Локомотив (Тбілісі)   | 11:3 | Арагві Душеті (3)          | 8:0      | 2:3      |
| Гагра                 | 2:7  | Тбілісі (2)                | 2:4      | 0:3      |
| Мерані (Тбілісі) (3)  | 1:4  | Чихура (2)                 | 1:0      | 0:4      |

* - клуб Мецхеті був дискваліфікований і місце у наступному раунді перейшло до клубу Колхеті (Поті).

## 1/8 фіналу
| Команда 1                 | Заг. | Команда 2             | 1-й матч | 2-й матч |
| ------------------------- | ---- | --------------------- | -------- | -------- |
| 30 серпня/16 вересня 2008 |      |                       |          |          |
| ВІТ Джорджія              | 5:1  | Самтредія (2)         | 2:1      | 3:0      |
| 30 серпня/17 вересня 2008 |      |                       |          |          |
| Зестафоні                 | 5:1  | Чихура (2)            | 5:0      | 0:1      |
| Локомотив (Тбілісі)       | +:-  | Магароелі Чиатура (2) | 3:0      | +:-      |
| Мерані (Мартвілі) (2)     | 3:2  | Спартак (Цхінвалі)    | 0:1      | 3:1      |
| Динамо (Тбілісі)          | 10:1 | Тбілісі (2)           | 6:1      | 4:0      |
| 31 серпня/16 вересня 2008 |      |                       |          |          |
| Сіоні                     | 4:1  | Колхеті (Поті) (2)    | 3:0      | 1:1      |
| 31 серпня/17 вересня 2008 |      |                       |          |          |
| Амері (2)                 | 4:1  | Гурія (2)             | 2:1      | 2:0      |
| 31 серпня/18 вересня 2008 |      |                       |          |          |
| Олімпі (Руставі)          | 5:1  | Байя (Зугдіді) (2)    | 1:1      | 4:0      |

## 1/4 фіналу
| Команда 1            | Заг. | Команда 2             | 1-й матч | 2-й матч |
| -------------------- | ---- | --------------------- | -------- | -------- |
| 12/26 листопада 2008 |      |                       |          |          |
| Зестафоні            | 0:1  | Динамо (Тбілісі)      | 0:0      | 0:1 дч   |
| Локомотив (Тбілісі)  | 5:4  | Сіоні                 | 2:3      | 3:1      |
| Олімпі (Руставі)     | 6:2  | Амері (2)             | 3:0      | 3:2      |
| ВІТ Джорджія         | 4:2  | Мерані (Мартвілі) (2) | 2:0      | 2:2      |

## 1/2 фіналу
| Команда 1           | Заг. | Команда 2        | 1-й матч | 2-й матч |
| ------------------- | ---- | ---------------- | -------- | -------- |
| 14/29 квітня 2009   |      |                  |          |          |
| Локомотив (Тбілісі) | 2:3  | Динамо (Тбілісі) | 0:2      | 2:1      |
| Олімпі (Руставі)    | 4:2  | ВІТ Джорджія     | 4:2      | 0:0      |

## Фінал
| 30 травня 2009 |

| Динамо (Тбілісі) | 1:1 дч | Олімпі (Руставі) |
| ---------------- | ------ | ---------------- |
| Нергадзе 79'     |        | Мегреладзе 89'   |

| Стадіон імені Михайла Месхі, Тбілісі Глядачів: 12 000 Арбітр: Лаша Сілагава |

|                                         |     | Пенальті                              |  |
| Нергадзе · Хмаладзе · Кошкадзе · Томічі | 2:0 | Оніані · Челідзе · Піпіа · Чиквіладзе |  |